# Prince (nome)
Prince  è un nome proprio di persona inglese maschile.

## Origine e diffusione
È tratto dal vocabolo inglese prince, cioè "principe"; etimologicamente, il termine deriva dal latino princeps ("capo", "sovrano", letteralmente "che prende per primo", da primus, "primo", e capere, "prendere"). 

## Onomastico
Il nome è adespota, cioè non è portato da alcun santo. L'onomastico quindi si festeggia il giorno di Ognissanti, che è il 1º novembre.

## Persone
- Prince (Prince Rogers Nelson), cantautore, polistrumentista, compositore e produttore discografico statunitense
- Prince Amukamara, giocatore di football americano statunitense
- Kevin-Prince Boateng, calciatore tedesco naturalizzato ghanese
- Prince Buaben, calciatore ghanese
- Prince Efe Ehiorobo, calciatore nigeriano
- Prince Ikpe Ekong, calciatore nigeriano
- Prince Johnson, politico e militare liberiano
- Prince Ofori, calciatore ghanese naturalizzato beninese
- Prince Oniangué, calciatore della Repubblica del Congo
- Prince Lincoln Thompson, cantante, musicista e compositore giamaicano
- Prince Randian, attore e circense guyanese naturalizzato statunitense
- Prince Segbefia, calciatore togolese
- Prince Shembo, giocatore di football americano statunitense
- Prince Tagoe, calciatore ghanese